# Punk-O-Rama 10
Punk-O-Rama 10 is het tiende en laatste compilatiealbum uit de Punk-O-Rama-serie van Epitaph Records. Het album is een van de twee albums uit de serie waar naast een cd ook een dvd bij zat. Het werd uitgegeven op 7 juni 2005, waarna het jaar daarop het eerste album uit de Unsound-serie werd uitgegeven.

## Nummers
Cd
1. "When "You're" Around" - Motion City Soundtrack
2. "Lovers & Liars" - Matchbook Romance
3. "Shoot Me in the Smile" - The Matches
4. "Failure By Designer Jeans" - From First to Last
5. "Sun Vs. Moon" - Sage Francis
6. "News From The Front" - Bad Religion
7. "Mixin' Up Adjectives" - This is Me Smiling
8. "Shadowland" - Youth Group
9. "From the Tops of Trees" - Scatter the Ashes
10. "I Need Drugs" - Some Girls
11. "Mince Meat" - Dangerdoom
12. "Mission From God" - The Offspring
13. "Black Cloud" - Converge
14. "Last Goodbyes" - Hot Water Music
15. "Anchors Aweigh (Live)" - The Bouncing Souls
16. "Farewell My Hell" - Millencolin
17. "The Warrior's Code" - Dropkick Murphys
18. "Dead Weight Falls" - The Unseen
19. "White Knuckle Ride" - Rancid
20. "Falling Down" - Pennywise
21. "No Fun in Fundamentalism" - NOFX
22. "Bloodstain" - Pulley
23. "Not the Way" - The Special Goodness
24. "Ghostfire" - Tiger Army
25. "Riot, Riot, Riot" - Roger Miret and the Disasters
26. "Laugh/Love/Fuck" - The Coup

Dvd
1. "Ride the Wings of Pestilence" - From First to Last
2. "My Eyes Burn" - Matchbook Romance
3. "Ray" - Millencolin
4. "Skeleton Jar" - Youth Group
5. "Eagles Become Vultures" - Converge
6. "Tu Puta Mi Casa" - C. Aarme
7. "Roses of the Devil's Garden" - Tiger Army
8. "Chain Me Free" - The Matches
9. "Los Angeles is Burning" - Bad Religion
10. "Ride the Fence" - The Coup
11. "Caesura" - Scatter the Ashes
12. "The Reasons" - The Weakerthans
13. "10 AM Automatic" - The Black Keys
14. "National Disgrace" - Atmosphere
15. "Miss Take" - HorrorPops
16. "Tessie" - Dropkick Murphys
17. "Anchors Aweigh" - The Bouncing Souls
18. "Insects Destroy" - Pulley
19. "Riot Riot Riot" - Roger Miret and the Disasters
20. "Glass" - Eyedea & Abilities
21. "NFA" - The Special Goodness